# Luopasjaureh
Luopasjaureh, Luobasjávrrit, is een groep meren binnen de Zweedse gemeente Kiruna. De groep bestaat uit een tweetal relatief grote meren, met daaromheen een aantal kleinere en ligt aan de voet van de hellingen van de Luoberg en de Luoklif. Voor aanvoer van water zorgt de Luopasjoki en een aantal beken. Afvoer wordt verzorgd door dezelfde Luopasjoki.
Afwatering: Luopasjaureh → Luopasjoki → meer Torneträsk → Torne → Botnische Golf